# Pål Erik Ulvestad
Pål Erik Ulvestad (Ålesund, 1990. szeptember 8. –) norvég labdarúgó, posztját tekintve középpályás.

## Pályafutása
Ulvestad a norvégiai Ålesund városában született. Az ifjúsági pályafutását a helyi Herd akadémiájánál kezdte.
2010-ig a Herd felnőtt csapatában játszott. 2011-ben az első osztályban szereplő Moldéhez szerződött. A 2012-es szezonban a Kristiansund, míg a 2013-as szezonban a Hønefoss csapatát erősítette kölcsönben. 2014-ben a másodosztályú Kristiansundhoz igazolt. A 2016-os szezonban feljutottak az Eliteserienbe. Ulvestad 2017. április 5-én, az Odd ellen 2–0-ra elvesztett mérkőzés 6. percében Dan Peter Ulvestad cseréjeként debütált.

## Magánélete
Édesapja, Rune Ulvestad az 1980-as években a Molde FK és az Aalesunds FK játékosa volt. Öccse, Fredrik Ulvestad szintén labdarúgó, jelenleg a török Sivasspor játékosa.

## Statisztikák
2021. december 12. szerint
| Klub                      | Szezon   | Osztály     | Bajnokság | Bajnokság | Kupa  | Kupa | Nemzetközi | Nemzetközi | Összesen | Összesen |
| Klub                      | Szezon   | Osztály     | Meccs     | Gól       | Meccs | Gól  | Meccs      | Gól        | Meccs    | Gól      |
| ------------------------- | -------- | ----------- | --------- | --------- | ----- | ---- | ---------- | ---------- | -------- | -------- |
| Molde                     | 2011     | Tippeligaen | 11        | 0         | 5     | 0    | —          | —          | 16       | 0        |
| Kristiansund (kölcsönben) | 2012     | 2. divisjon | 13        | 0         | 0     | 0    | —          | —          | 13       | 0        |
| Hønefoss (kölcsönben)     | 2013     | Tippeligaen | 7         | 0         | 0     | 0    | —          | —          | 7        | 0        |
| Kristiansund              | 2014     | 1. divisjon | 8         | 0         | 0     | 0    | —          | —          | 8        | 0        |
| Kristiansund              | 2015     | OBOS-ligaen | 22        | 0         | 1     | 0    | —          | —          | 23       | 0        |
| Kristiansund              | 2016     | OBOS-ligaen | 7         | 0         | 0     | 0    | —          | —          | 7        | 0        |
| Kristiansund              | 2017     | Eliteserien | 24        | 0         | 1     | 0    | —          | —          | 25       | 0        |
| Kristiansund              | 2018     | Eliteserien | 12        | 0         | 0     | 0    | —          | —          | 12       | 0        |
| Kristiansund              | 2019     | Eliteserien | 21        | 0         | 1     | 0    | —          | —          | 22       | 0        |
| Kristiansund              | 2020     | Eliteserien | 21        | 0         | 0     | 0    | —          | —          | 21       | 0        |
| Kristiansund              | 2021     | Eliteserien | 20        | 0         | 1     | 0    | —          | —          | 21       | 0        |
| Kristiansund              | Összesen | Összesen    | 135       | 0         | 4     | 0    | 0          | 0          | 139      | 0        |
| Összesen                  | Összesen | Összesen    | 162       | 0         | 9     | 0    | 0          | 0          | 171      | 0        |

## Sikerei, díjai
Molde
- Tippeligaen
  - Bajnok (1): 2011

Kristiansund
- OBOS-ligaen
  - Feljutó (1): 2016

## Fordítás
Ez a szócikk részben vagy egészben  a   Pål Erik Ulvestad című angol Wikipédia-szócikk fordításán alapul.  Az eredeti cikk szerkesztőit annak laptörténete sorolja fel. Ez a jelzés csupán a megfogalmazás eredetét és a szerzői jogokat jelzi, nem szolgál a cikkben szereplő információk forrásmegjelöléseként.